# Communauté de communes Les Rives de la Laurence
Die Communauté de communes Les Rives de la Laurence ist ein französischer Gemeindeverband mit der Rechtsform einer Communauté de communes im Département Gironde in der Region Nouvelle-Aquitaine. Sie wurde am 18. Dezember 2000 gegründet und umfasst sechs Gemeinden. Der Verwaltungssitz befindet sich im Ort Saint-Loubès.

## Historische Entwicklung
Der Rat des Gemeindeverbands legte in seiner Sitzung am 24. Juni 2021 und der Erlass der Präfektin vom 28. Oktober 2021 legte die Umbenennung des Gemeindeverbands von vormals Communauté de communes du Secteur de Saint-Loubès zum aktuellen Namen fest.

## Mitgliedsgemeinden
| Gemeinde                                        | Einwohner 1. Januar 2022 | Fläche km² | Dichte Einw./km² | Code INSEE | Postleitzahl |
| ----------------------------------------------- | ------------------------ | ---------- | ---------------- | ---------- | ------------ |
| Beychac-et-Caillau                              | 2.608                    | 15,62      | 167              | 33049      | 33750        |
| Montussan                                       | 3.506                    | 8,30       | 422              | 33293      | 33450        |
| Saint-Loubès                                    | 10.057                   | 25,07      | 401              | 33433      | 33450        |
| Saint-Sulpice-et-Cameyrac                       | 4.879                    | 15,04      | 324              | 33483      | 33450        |
| Sainte-Eulalie                                  | 4.922                    | 9,08       | 542              | 33397      | 33560        |
| Yvrac                                           | 2.901                    | 8,48       | 342              | 33554      | 33370        |
| Communauté de communes Les Rives de la Laurence | 28.873                   | 81,59      | 354              | –          | –            |